# NGC 4671
NGC 4671 is een elliptisch sterrenstelsel in het sterrenbeeld Maagd. Het hemelobject werd op 20 maart 1789 ontdekt door de Duits-Britse astronoom William Herschel.

## Synoniemen
- MCG -1-33-4
- MK 1334
- PGC 43029